# Caelan Cheong
Caelan Cheong (* 22. Januar 2006 in Singapur), mit vollständigen Namen Caelan Cheong Tze Jay, ist ein singapurischer Fußballspieler.

## Karriere
Caelan Cheong erlernte das Fußballspielen in der Schulmannschaft der Anglo Chinese School sowie in der Jugend- und Juniorenmannschaft des Erstligisten Tampines Rovers. Sein Erstligadebüt gab der Juniorenspieler am 3. September 2022 (23. Spieltag) im Auswärtsspiel gegen die Young Lions. Bei dem 7:0-Auswärtserfolg wurde er in der 77. Minute für den verletzten Ryaan Sanizal eingewechselt.